# Alsjöåsen
Alsjöåsen är ett naturreservat i Hudiksvalls kommun, Hälsingland.
Reservatet är skyddat sedan 2006 och omfattar 158 hektar. Det är beläget 15 km sydost om Delsbo.
Det är ett barrskogsområde i övergången mellan det flacka kustlandskapet och bergsterrängen. Här finns även en del lövskog. Skogen har på en del håll utvecklas fritt sedan flera hundra år. I Alsjöåsens naturreservat finns en del rödlistade och hotade arter av vedsvampar och lavar t.ex. fläckporing, doftskinn och småflikig brosklav.